# Herinnering aan Holland
Herinnering aan Holland is een gedicht van de Nederlandse dichter Hendrik Marsman, voor het eerst gepubliceerd in 1936. Marsman schreef dit realistische gedicht tijdens zijn verblijf aan de Middellandse Zee. Het gedicht beschrijft het Nederlandse landschap en de Nederlandse strijd tegen het water. Het is een van de bekendste Nederlandse gedichten en werd in 2000 gekozen tot 'Gedicht van de Eeuw’ in Nederland.
De eerste zin: Denkend aan Holland zie ik breede rivieren traag door oneindig laagland gaan, is overbekend geworden. Het gedicht is in nagenoeg iedere bloemlezing van bekende Nederlandse gedichten te vinden. De bekendheid en het karakter van een opsomming met bovendien een eenvoudig rijmschema van slechts drie keer gepaard mannelijk eindrijm rijm (aa.bb.cc.), met dus de klemtoon op de laatste lettergreep, hebben meer dan één dichter geprikkeld het vers te parodiëren. Een bekend voorbeeld is het hekeldicht De binnenring van Holland van Gerrit Komrij uit 1981. Het gedicht van Marsman is door de beeldhouwer Stef Stokhof de Jong in steen uitgehouwen. Het kunstwerk is te vinden op de dijk aan de Lek bij Wijk bij Duurstede, waar het landschap aansluit bij de beschrijving van Marsman. De duiding De stem van het water is gebruikt door de filmmaker Bert Haanstra als titel van zijn documentaire uit 1966 over de verbondenheid van de Nederlanders met de pracht en kracht van het water in hun natuurlijke omgeving.

## De tekst
Denkend aan Holland
zie ik breede rivieren
traag door oneindig
laagland gaan,
rijen ondenkbaar
ijle populieren
als hooge pluimen
aan den einder staan;
en in de geweldige
ruimte verzonken
de boerderijen
verspreid door het land,
boomgroepen, dorpen,
geknotte torens,
kerken en olmen
in een grootsch verband.
de lucht hangt er laag
en de zon wordt er langzaam
in grijze veelkleurige
dampen gesmoord,
en in alle gewesten
wordt de stem van het water
met zijn eeuwige rampen
gevreesd en gehoord.

## Trivia
Het programma Denkend aan Holland dat sinds 2019 door Omroep MAX wordt uitgezonden is vernoemd naar de eerste regel van dit gedicht. André van Duin, die dit programma samen met Janny van der Heijden presenteert, noemt deze zin aan het begin van elke aflevering.